# كمال حيدر
كمال حيدر (1933-1980) كاتب قصة قصيرة من جنوب اليمن. تناولت قصصه القضايا الاجتماعية في اليمن. نشر مجموعة من قصصه القصيرة الصورة (1978) قبل سنتين من وفاته. إحدى قصصه وهي رجل لأية نتيجة ترجمت إلى اللغة الإنكليزية من قبل أوليف كيني وتوماس إيزي وظهرت في عام 1988 ضمن مختارات الأدب العربي الحديث.